# 米内浄水場
米内浄水場（よないじょうすいじょう）は、岩手県盛岡市上米内字中居49にある盛岡市上下水道局の浄水場。同市最古の浄水場である。なお、緩速系の施設は国の登録有形文化財に登録されている。

## 概要
米内川の表流水を水源とする緩速ろ過・急速ろ過併用方式の浄水場である。場内にある浄水池（H.W.L.195.10m、L.W.L.191.10m）からポンプ圧送で桜台配水場（H.W.L.277.45m、L.W.L.273.30m）から桜台ニュータウン・上米内地区に、同じくポンプ圧送で松園配水場（H.W.L.254.50m、L.W.L.250.80m）から松園・小鳥沢地区に給水している。更に同配水場から松園第2、岩清水、鉢ノ皮、鉢ノ皮第2各配水場を経由して給水を行っている。また同浄水場系の日配水能力は32,450m3であり、盛岡市上下水道局最大である新庄浄水場系の33,000m3とほぼ同じ規模である。

## 景観
場内には建設と同時にヤエベニシダレヒガンザクラが植栽され、5月の連休中には満開となって多くの花見客が訪れる。

## 文化財
以下の施設は、1999年（平成11年）8月23日に国の登録有形文化財に登録された。
- 緩速系着水井[3]
- 緩速沈殿池[4]
- 緩速ろ過池[5]
- 1号ろ過池調整室[6]
- 2号ろ過池調整室[7]
- 3号ろ過池調整室[8]
- 出水井[9]
- 水道記念館[10]